# Summer World University Games 2025/Teilnehmer (Ecuador)
| Gelbes Symbol für Goldmedaillen mit stilisierten Olympischen Ringen | Graues Symbol für Silbermedaillen mit stilisierten Olympischen Ringen | Braundes Symbol für Bronzemedaillen mit stilisierten Olympischen Ringen |
| ------------------------------------------------------------------- | --------------------------------------------------------------------- | ----------------------------------------------------------------------- |
| —                                                                   | —                                                                     | —                                                                       |

Ecuador nahm an den Summer World University Games 2025 vom 16. bis zum 27. Juli mit 74 Athleten (41 Männer und 33 Frauen) teil.

## Teilnehmer nach Sportarten

### Judo
| Männer - José González - Pablo Arias - Henry Padilla - Juan Ayala - Brian Rivera - Andy Salamar | Frauen - María Jarama - Erika Ortega |

### Leichtathletik
| Männer - Joaquín Ponce - Héctor Soria - Juan Apodaca - Santiago Llerena - Lucas Jiménez - Álex Sánchez - José Fajardo - Byron Preciado - Matías Bravo - Carlos Peñafiel - Rodrigo Yunga - Santiago Santos | Frauen - Mayerly Chalán - Nereida Santa - Pamela Barreto - Manuela Piñacela - Paula Tinoco - Tanya Hugo - Janeth Andrade |

### Schwimmen
| Männer - Felipe Jaramillo - Carlos Castillo - Gabriel León - Martín Álvarez - Daniel Caicedo - Derek Velasco - Emanuel Pinto - Victor Jiménez | Frauen - Sofía Guevara - Adriana Matute - María Contreras - Desire Minchala - Dayanna Barreto - Karen Barros - Paula Guevara - Vanessa Balbuca - Kimberly Uyaguari |

### Taekwondo
| Männer - Jhon Naranjo - Mauricio Ramírez - Steven Galarza - Álex Hernández - Jorsuan Zambrano - Axel Castillo - Fernando Salgado - Lester Mota - Martín Pazmiño - Daniel Vega | Frauen - Niurka Andrade - María Bucheli - Miley Guanga - Mel Mina Ayoví - Juliana Franco - Karreen Benalcázar - Lissette Segura - Zuleyka Sánchez - Mellany Inasunta |

### Tennis
| Männer - Martín Idrovo - Marco Moreno - Carlos Campoverde | Frauen - Ariana López - Macarena Vela - María Ochoa |

### Tischtennis
| Männer - Elías Jiménez - Eduardo Molina | Frauen - Diana Espinales - Damaris Sanmartin |

### Turnen

#### Gerätturnen
Frauen
- María Tabango